# Jorge Humberto
Jorge Humberto Gomes Nobre de Morais né le 17 février 1938, connu sous le nom de Jorge Humberto au Portugal ou Giorgio Raggi en Italie, est un footballeur portugais. Il évoluait au poste d’attaquant.
Humberto évolue principalement avec l’Académica de Coimbra. Il joue également trois saisons en Italie, avec l’Inter de Milan et LR Vicence Virtus.

## Biographie
Né au Cap-Vert, il joue au football à l’Académica (Mindelo), et part à Coimbra afin de suivre des études de médecine. Excellent joueur il est rapidement intégré à l’équipe B, mais une blessure à un genou l’écarte des terrains pendant plus de trois mois. À son retour il est appelé en sélection B, où il réalise son premier match face à la France.
À sa plus grande surprise, il est contacté par Helenio Herrera, afin de venir jouer en Italie. Bien avant Luís Figo, il devient le premier Portugais à joue pour l’Inter. Une tentative de naturalisation est tentée par le club italien (d’où son nom de Giogio Raggi), à l’époque l’arrêt Bosman n’existait pas et les clubs ne pouvaient pas aligner plus de deux joueurs étrangers. Son seul exploit avec les Nerazzurri[Quoi ?], malgré le fait de n’avoir seulement participé qu’à deux matches de championnat (en concurrence avec l'Espagnol Luis Suarez et l'Anglais Hitchens[Qui ?]), est de marquer cinq buts en Coupe des villes de foires en cinq rencontres, y compris un coup du chapeau dans le match de barrage du premier tour face au FC Cologne. Au terme de la saison 1961-62, il est prêté à Vicence. Après deux saisons passées à Vicence, il retourne au Portugal afin de terminer ses études de médecine à Coimbra, où il est diplômé en 1967.
Il arrête le football à l’exception d’une petite parenthèse sur le banc de l'Académica, en 1972. Il réalise une carrière professionnelle resplendissante, se spécialisant en pédiatrie, en 1975, il contribue à fonder l'hôpital pédiatrique de Coimbra et puis de l'autre côté du monde, à Macao, où entre autres choses il collabore à réformer les services médecines-pédiatriques de l'hôpital général.

## Statistiques
| Championnat | Championnat           | Championnat | Championnat | Championnat | Coupe nationale | Coupe nationale | Coupe continentale | Coupe continentale | Sélection Portugal | Sélection Portugal | Total   | Total |
| Saison      | Club                  | Pays        | Matches     | Buts        | Matches         | Buts            | Matches            | Buts               | Matches            | Buts               | Matches | Buts  |
| ----------- | --------------------- | ----------- | ----------- | ----------- | --------------- | --------------- | ------------------ | ------------------ | ------------------ | ------------------ | ------- | ----- |
| 1957-58     | Académica de Coimbra  | I Divisão   | 5           | 0           | 2               | 0               | 0                  | 0                  | inconnu            | inconnu'           | 7       | 0     |
| 1958-59     | Académica de Coimbra  | I Divisão   | 19          | 3           | 0               | 0               | 0                  | 0                  | inconnu            | inconnu'           | 19      | 3     |
| 1959-60     | Académica de Coimbra  | I Divisão   | 22          | 7           | 2               | 0               | 0                  | 0                  | inconnu            | inconnu'           | 24      | 7     |
| 1960-61     | Académica de Coimbra  | I Divisão   | 23          | 10          | 0               | 0               | 0                  | 0                  | inconnu            | inconnu            | 23      | 10    |
| 1961-62     | Internazionale Milano | Serie A     | 2           | 0           | 1               | 1               | 5 (C3)             | 5 (C3)             | 0                  | 0                  | 8       | 6     |
| 1962-63     | Vicenza Calcio        | Serie A     | 17          | 4           | inconnu         | inconnu         | inconnu            | inconnu            | inconnu            | inconnu            | 17      | 4     |
| 1963-64     | LR Vicence Virtus     | Serie A     | 8           | 1           | inconnu         | inconnu         | inconnu            | inconnu            | inconnu            | inconnu            | 8       | 1     |
| 1964-1965   | Académica de Coimbra  | I Divisão   | 16          | 11          | 0               | 0               | 0                  | 0                  | inconnu            | inconnu            | 16      | 11    |
| 1965-1966   | Académica de Coimbra  | I Divisão   | 11          | 3           | 0               | 0               | 0                  | 0                  | inconnu            | inconnu            | 11      | 3     |
| Total       | Total                 | Total       | 123         | 39          | 5               | 1               | 5                  | 5                  | inconnu            | inconnu            | 133     | 45    |

## Palmarès

### Académica de Coimbra
- Vice-champion du Championnat du Portugal juniors : 1 fois (1955-56)

### Internazionale Milano
- Vice-champion de la Serie A : 1 fois (1961-62)
- ¼ de finaliste de la Coupe des villes de foires 1961-1962